# Unité
Moldtelecom   este operator de telefonie mobilă și Internet mobil din Republica Moldova, parte a familiei Moldtelecom - operatorul național de telecomunicații. Moldtelecom  a fost fondat la data de 01 martie 2007 și oferă servicii de telefonie mobilă în standardele  3G, LTE și Internet mobil în rețea 3G și 4G+ la viteză de până la 175 Mbps. Abonații moldtelecom   la serviciile de Internet mobil generează 52% din totalul traficului de date din țară.

### Informații generale:
Din punct de vedere al acoperirii rețelei, aceasta permite accesul a peste 99,8% din populația Republicii Moldova la serviciile de telefonie mobilă și internet mobil 3G. Abonații din orice colț al țării au posibilitatea să opteze fie pentru abonamente cu cel mai generos conținut oferit pe piață sau pentru Cartele Prepay care oferă navigare nelimitată și gratuită pe rețelele sociale Facebook, Instagram, Messenger, Tiktok, Vkontakte si Wikipedia
Moldtelecom mobil este unicul operator care în 2019, la fel ca și în ultimii câțiva ani, are o evoluție pozitivă pe piața serviciilor de telefonie mobilă. Timp de un an, piața serviciilor de telefonie mobilă a scăzut atât la numărul total de abonați cât și la veniturile obținute. În pofida acestei stagnări a pieței, moldtelecom  mobil reușește să resusciteze interesul abonaților. În trimestrul I 2019, față de aceeași perioadă a anului precedent, baza de abonați la serviciile de telefonie mobilă moldtelecom mobil  a depășit tocmai de 4 ori evoluția pieței. Alte creșteri de 5 %, moldtelecom  mobil a înregistrat timp de un an și la capitolul venituri depășind evoluția pieței de telefonie mobilă de 8 ori.
Moldtelecom mobil  fost desemnat operatorul cu cea mai înaltă calitate voce. Compania Systemics PAB - unul dintre liderii internaționali în domeniul studiului calității rețelelor, a efectuat măsurări cu privire la experiența în utilizarea serviciilor voce a tuturor operatorilor din țară. În urma măsurărilor, moldtelecom mobil a obținut cel mai înalt scor total al parametrilor analizați în test. Prin urmare, abonații Unite, utilizatori avansați, care dețin în proporție de peste 80 % smartphone-uri, se bucură de o experiența voce superioară în care durata de stabilire a conexiunii este foarte rapidă, apelurile se realizează fără întreruperi, iar vocea este perfect retransmisă. În plus, Unite a fost desemnat și operatorul cu cea mai mare acoperire a rețelei 3G, din țară.

### Evoluția Moldtelecom mobil
La data de 1 martie 2007 a fost lansat serviciul de telefonie mobilă sub marca Unité, în standard CDMA 2000, cu frecvența de 450 MHz, care oferă în premieră pe piața Moldovei transmiterea de voce precum și cel mai rapid Internet mobil la viteză de până la 2,4 Mbps prin tehnologia EV-DO. 
1 aprilie 2010 moldtelecom 
mobil  evoluează spre un nou standard de comunicare – standardul UMTS și lansează rețeaua 3G/UMTS pentru internetul mobil la o viteză de până la 14,4 Mbps, care ulterior a crescut până la 21 Mpbs. 
1 mai 2010 moldtelecom trece la o nouă etapă de dezvoltare a comunicațiilor mobile și devine operatorul cu cea mai mare rețea de generația a treia din Republica Moldova care lucrează în standard UMTS.
În anul 2013 moldtelecom a îmbunătățit rețeaua sa 3G/UMTS prin evoluția tehnologică a standardului spre HSPA+ (Evolved  High-Speed Packet Access), disponibil pentru orice utilizator cu telefon 3G activat, oferind viteză de până la 42 Mbps și acoperire națională. Noua tehnologie poate fi comparabilă cu rețelele 4G+/LTE, ce permite o rată de transfer a datelor mai mare și mai constantă.
În anul 2015 moldtelecom a realizat un salt tehnologic, lansând rețeaua LTE 4G+ cu o viteză de acces la internet mobil de până la 175 Mbps. Viteza 4G+ le face clienților mult mai confortabilă utilizarea serviciilor cu care s-au obișnuit. Aceștia pot descărca și încărca fișiere de mari dimensiuni, realiza video conferințe, asculta muzică online, privi filme în calitate HD sau 3D, juca online și utiliza aplicațiile preferate, toate fără întreruperi într-un timp record. 
moldtelecom extinde rețeaua LTE 4G+ în anul 2016 și asigură acoperire completă în Chișinău, Bălți, Edineț, Comrat, Ialoveni, Cahul, Hâncești, Rezina, Soroca, Ungheni, Vulcănești și Ceadâr-Lunga.
În același an lansează proiectului Biblioteca Smart, prima Bibliotecă mobilă din țară, care oferă posibilitatea celor pasionați de lectură să poată avea cartea preferată mereu în buzunarul său. În prima etapă a proiectului, a fost creat un spațiu interactiv cultural, într-un loc disponibil tuturor, cu acces gratuit la bookstand-urile cu o colecție impresionantă de peste 500 de cărți electronice în aer liber.
În 2017 moldtelecom lansează aplicația mobilă MyMoldtelecom pentru dispozitivele cu sistemele de operare Android și iOS, care permite gestionarea mai eficientă a serviciilor Unite, disponibilă oricând și de oriunde.
Tot în anul 2017, moldtelecom a lansat serviciul 4G pentru abonații Prepay. Fără contract și abonament lunar, utilizatorii beneficiază de Internet mobil la viteză de până la 175 Mbps în aria de acoperire 4G+.
În 2020, moldtelecom a extins acoperirea LTE 4G+ în toate centrele raionale a țării, precum și în multe alte  localități.

## Statistici
- Numărul de abonați la 1 octombrie 2016 era de 343,3 mii.[1]
- Acoperire — 94,2 % de teritoriu, 96,7 % de populatie la 1 ianuarie 2016.[2]